# Funt szterling
Funt szterling (ang. pound sterling, £), nieoficjalna nazwa funt brytyjski, kod międzynarodowy GBP – oficjalna jednostka monetarna w Wielkiej Brytanii.
1 funt dzieli się na 100 pensów. W obiegu znajdują się monety o nominałach 1p, 2p, 5p, 10p, 20p, 50p, £1, £2 oraz banknoty £5, £10, £20, £50, £100 (tylko w Szkocji i Irlandii Północnej).

## Pochodzenie słowa
Funt szterling jest często oznaczany symbolem £ (rzadko L). Symbol jest pisaną w starym stylu wielką literą L, przekreśloną poziomo dla podkreślenia, że jest to skrót. Skrót pochodzi od łacińskiego słowa libra oznaczającego zarówno wagę, jak i jednostkę masy – funt. Z tej przyczyny nazwa waluty jest często tłumaczona na języki obce i szczególnie w językach romańskich może to powodować nieporozumienia, np. w hiszpańskim i portugalskim libra, rumuńskim lira, francuskim livre.
W celu odróżnienia jednostki pieniężnej od jednostki wagi dodano słowo „szterling”, co w przypadku srebra można przetłumaczyć z angielskiego jako „najwyższej próby”. Pierwotnie szterlingiem nazywano srebrną monetę jednopensową ważącą 1,555 grama, co stanowiło 1/240 funta trojańskiego (aptekarskiego). Z czasem, gdy z utratą siły nabywczej waluty pens był wypierany w powszechnym użyciu przez funta, nazwa ta zaczęła oznaczać funta.

## Podział
Funt szterling dzieli się na 100 pensów, którego symbolem jest „p” i tak często jest określany w mowie potocznej w języku angielskim.
Do 15 lutego 1971 funt dzielił się na 240 pensów (skrótowo zapisywanych „d” od słowa denar), bądź na 20 szylingów („l”, bądź „s” od solid). Pens po przejściu na system dziesiątkowy w 1971 z racji różnicy wartości był początkowo nazywany nowym pensem.

## Historia
Szterling został wprowadzony do obiegu przez angielskiego króla Henryka II w 1158 i był wymienialny na srebro. W 1816 zmieniono wymienialność funta ze srebra na złoto i utrzymywano ją do 1914. W tym czasie kurs funta utrzymywał się na poziomie około $4,9 za £1. W roku 1926 powrócono do wymienialności na złoto, jednak w tym czasie w obiegu nie były już używane złote monety, a banknoty, które można było wymieniać na sztaby złota. System waluty sztabowo-złotej został ostatecznie porzucony 21 września 1931 podczas wielkiego kryzysu. Po wycofaniu się z systemu waluty złotej funt został zdewaluowany o 20%. Funt stał się całkowicie wymienialny w 1946, co było warunkiem udzielenia 3,75 miliarda dolarów pożyczki przez Stany Zjednoczone. Po wycofaniu się z powiązania funta ze złotem próbowano ustabilizować kurs waluty poprzez związanie wartości funta z innymi walutami począwszy od amerykańskiego dolara. Jednak próby były nieudane, co pociągnęło za sobą 30% dewaluację w 1949.
W połowie lat 60. wystąpiła kolejna presja na obniżenie wartości waluty. W 1966 w obliczu spadającego kursu waluty rząd brytyjski wprowadził restrykcyjne ograniczenia dewizowe. Jednym z nich był zakaz wywozu przez turystów z kraju więcej niż 50 funtów (zniesiony w 1970). W tym czasie, w listopadzie 1967, funt został zdewaluowany o 14,3% do poziomu 2,41 dolara.
W 1976 nastąpił kolejny kryzys. Kurs funta spadł w stosunku do dolara do poziomu 1,57 i Wielka Brytania była zmuszona zaciągnąć pożyczkę w MFW w wysokości 2,3 miliarda funtów. Najniższy historyczny kurs funt osiągnął w lutym 1985, gdy za funta można było otrzymać jedynie 1,05 dolara.
W 1988 rząd Margaret Thatcher zdecydował się związać funta z marką niemiecką, a w 1990 włączono go do systemu ERM z kursem do niemieckiej marki na poziomie około 2,90 marki za funt. Już w 1992 funt został zmuszony do opuszczenia systemu po tzw. Czarnej Środzie (16 września), kiedy to grupa spekulantów z George’em Sorosem na czele przeprowadziła spekulacyjny atak na funta, który Sorosowi przyniósł zysk przeszło miliarda dolarów, a funtowi spadek wartości o 25% w ciągu kilku dni.
Wielka Brytania wynegocjowała klauzulę pozwalającą na pozostanie poza strefą euro. Z tego powodu kraj ten nie wprowadził funta do systemu ERM II.